# Tetraleurodes tuberculata
Tetraleurodes tuberculata és un hemípter del gènere Tetraleurodes de la família dels Aleiròdids.
L'espècie va ser descrita científicament per primera vegada per Bink-Moenen el 1983.